# Леонівська вулиця (Київ)
Лео́нівська ву́лиця — зникла вулиця, що існувала в Дніпровському районі міста Києва, місцевість Куликове. Пролягала від вулиці Остафія Дашкевича до вулиці Івана Микитенка.
Прилучався Леонівський провулок.

## Історія
Вулиця виникла у середині ХХ століття під назвою Нова. Назву Леонівська вулиця набула 1957 року.
Ліквідована 1978 року у зв'язку зі знесенням старої забудови колишнього селища Куликове та частковим переплануванням місцевості.